# 太守
太守又稱郡守，中国、朝鮮半島、日本、越南古代及近代大韓民國的高級地方官，一般是掌理地方郡一級的行政區之地方行政官。
战国时就开始设置郡守。当时，列国在边境冲突地区设立郡的建制，作为综合行使军政权力的特别政区，长官称守、郡守，治水能吏李冰就曾经做过蜀郡的郡守。秦併六国，废除封建制，在全国设立三十六郡，以郡守为长官，由皇帝直接任免。
西汉景帝中二年，郡守更名为太守；掌治其郡，秩二千石。有丞，邊郡又有長史，掌兵馬，秩皆六百石。時太守屬於高官，往往奉詔入都，拜为公卿；三公、九卿罢歸，亦多出京，拜为太守。王莽改太守为大尹，东汉复旧称。东汉设州牧后，太守遂为州牧或刺史的下一级行政官。漢代太守的收入，除正式俸祿外，有一部份是以公家產業所得，供太守使用，由屬吏少府掌管。
南北朝時新增許多州，而郡所轄的範圍縮小州郡差別不大。隋废郡，以州领县，太守之官遂废，以州刺史取代郡守一職。此后太守不再是正式官名，仅用作刺史或知府的别称。宋代以後，有时雅稱知府、知州等职官為太守。如《醉翁亭記》：「太守謂誰？廬陵歐陽修也。」
近代大韓民國成立後，地方郡份的民選首長稱為郡守（군수）
日本平安时代親王任國司时称为太守，鎌倉时代北条氏得宗、奥州総奉行称为太守，室町時代的守护大名（特指多国守護）和江户時代的国主大名称为太守。

## 外部連結
[在维基数据编辑]
 《欽定古今圖書集成·明倫彙編·官常典·郡守部》，出自陈梦雷《古今圖書集成》